# Svätojánsky potok
Svätojánsky potok este o arie protejată (arie specială de conservare — SAC, sit de importanță comunitară — SCI) din Slovacia întinsă pe o suprafață de 28,86 ha, integral pe uscat.

## Localizare
Centrul sitului Svätojánsky potok este situat la coordonatele 48°55′18″N 20°46′46″E / 48.921667°N 20.779444°E.

## Înființare
Situl Svätojánsky potok a fost declarat sit de importanță comunitară în aprilie 2004 pentru a proteja 2 specii de animale. Situl a fost protejat și ca arie specială de conservare în martie 2004.

## Biodiversitate
Situată în ecoregiunea alpină, aria protejată conține 4 habitate naturale: Liziere de ierburi înalte hidrofile de câmpie și de nivel montan până la alpin, Lacuri eutrofice naturale cu vegetație de tip Magnopotamion sau Hydrocharition, Păduri aluvionare cu Alnus glutinosa și Fraxinus excelsior (Alno-Padion, Alnion incanae, Salicion albae), Mlaștini alcaline.
La baza desemnării sitului se află mai multe specii protejate de  amfibieni (2): izvoraș-cu-burta-galbenă (Bombina variegata), Triturus montandoni.
Pe lângă speciile protejate, pe teritoriul sitului au mai fost identificate 17 specii de plante, 5 specii de amfibieni, 4 specii de mamifere, 3 specii de reptile.